# Music for Films Volume 2
Music for Films Volume 2 è un album in studio di Brian Eno del 1983.

## Il disco
Come sottolinea anche lo stesso Eno nelle note di copertina di Music for Films Volume 2, l'album è un seguito ideale di Music for Films (1983). A differenza del primo capitolo, ha meno brani e di durata maggiore. Music for Films Volume 2 venne registrato assieme a Daniel Lanois e Roger Eno. Sei delle tredici tracce presenti nel disco sono anche contenute in Apollo: Atmospheres and Soundtracks, mentre le rimanenti verranno ripubblicati nella compilation del 2005 More Music for Films.

## Formazione
- Brian Eno
- Daniel Lanois
- Roger Eno

## Tracce
1. The Dove – 1:30
2. Roman Twilight – 3:45
3. Matta – 2:25
4. Dawn, Marshland – 3:00
5. Climate Study – 3:20
6. The Secret Place – 3:00
7. An Ending – 3:45
8. Always Returning I – 4:30
9. Signals – 4:00
10. Under Stars – 4:25
11. Drift Study – 2:29
12. Approaching Taidu – 3:20
13. Always Returning II – 3:05